# Mediterrâneo (álbum)
Mediterrâneo é o último álbum da ex-cantora Vanessa Rangel, lançado em 2000. A canção "Do Avesso" foi utilizada em uma das aberturas da novela Vila Madalena, da Rede Globo. Foi o último CD lançado pela artista, que após seu lançamento anunciou o término de sua carreira como musicista. O single "Do Avesso" foi usado na promoção do álbum, e foi lançado entre 1999 e 2000. 

## Dados técnicos
- Fernando Nunes (baixo)
- Décio Crispim (baixo)
- Sidinho Moreira (percussão)
- Cesinha (bateria)
- Rogério Meanda (guitarra)
- Ary Sperling (produção musical, arranjos, regência, teclados e violão de aço)
- Aline Cabral (backing vocals)
- Jurema de Cândia (backing vocals)
- Xico Pupo (backing vocals)
- Alice, Andrew, Belva, Bernardo, Gabriela, Helena, Angelo, Jorge, Leonardo, Rafael, Rita (coral infantil em Dial 190) [1]

## Faixas
1. Os Dois Lados Da História (V. Rangel)
2. Por Toda Vida Agora (Lô Borges/Fernando Brant)
3. Do Avesso (V. Rangel/A. Sperling)
4. Mediterrâneo (V. Rangel)
5. Paisagem Da Janela (Lô Borges)
6. Castanho (V. Rangel)
7. Canção Do Sol (V. Rangel)
8. Dial 190 (V. Rangel)
9. Um Mundo Melhor (V. Rangel)
10. O Que Você Quer De Mim (V. Rangel)
11. Um Sonho (V. Rangel)